# Sena de Luna
Sena de Luna ist eine Gemeinde (Municipio) mit 390 Einwohnern (Stand: 2024) im nordwestlichen Zentral-Spanien in der Provinz León in der Autonomen Gemeinschaft Kastilien-León. Die Gemeinde besteht neben dem namensgebenden Hauptort Sena de Luna aus den Ortschaften Abelgas de Luna, Aralla de Luna, Caldas de Luna, Pobladura de Luna, Rabanal de Luna, Robledo de Caldas und La Vega de Robledo.

## Geografie
Sena de Luna liegt im nördlichen Teil der Provinz León und liegt an den Südhängen des Kantabrischen Gebirges am Río Luna in einer Höhe von 1140 m. Die Stadt León liegt etwa 50 Kilometer südsüdöstlich von Sena de Luna. Durch die Gemeinde führt die Autopista AP-66.

## Bevölkerungsentwicklung
| Jahr        | 1900 | 1970 | 1981 | 1991 | 2001 | 2011 | 2021 |
| ----------- | ---- | ---- | ---- | ---- | ---- | ---- | ---- |
| Einwohner   | 2457 | 1044 | 794  | 630  | 480  | 410  | 366  |
| Quelle: INE |      |      |      |      |      |      |      |

## Sehenswürdigkeiten
- Martinskirche in Sena de Luna

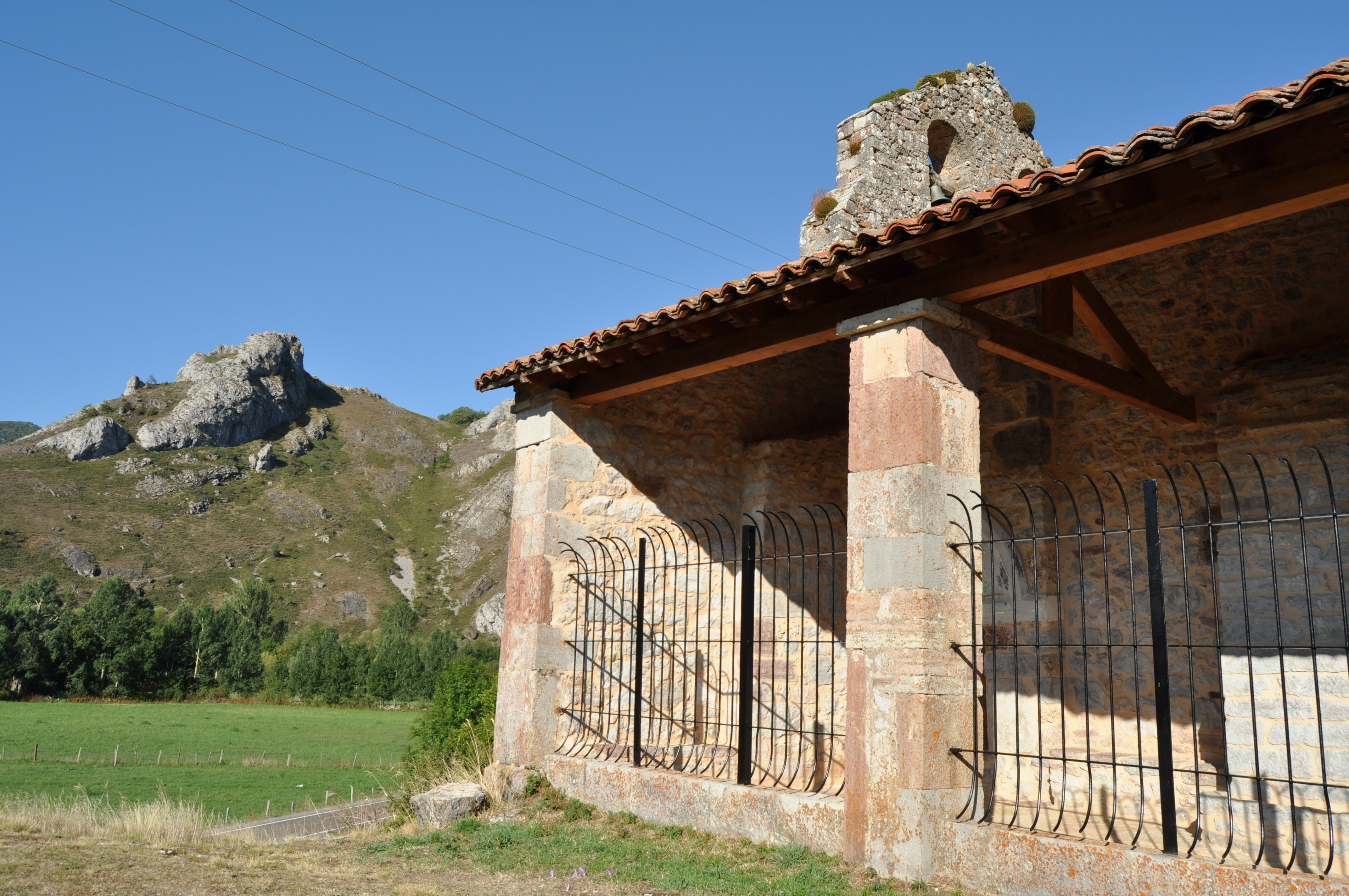
Kapelle von Pruneda

- Kapelle von Pruneda